# Pseudocoutierea edentata
Pseudocoutierea edentata är en kräftdjursart som beskrevs av Criales 1981. Pseudocoutierea edentata ingår i släktet Pseudocoutierea och familjen Palaemonidae. Inga underarter finns listade i Catalogue of Life.